# Atheris subocularis
Atheris squamigera là một loài rắn trong họ Rắn lục. Loài này được Fischer mô tả khoa học đầu tiên năm 1888.

## Hình ảnh

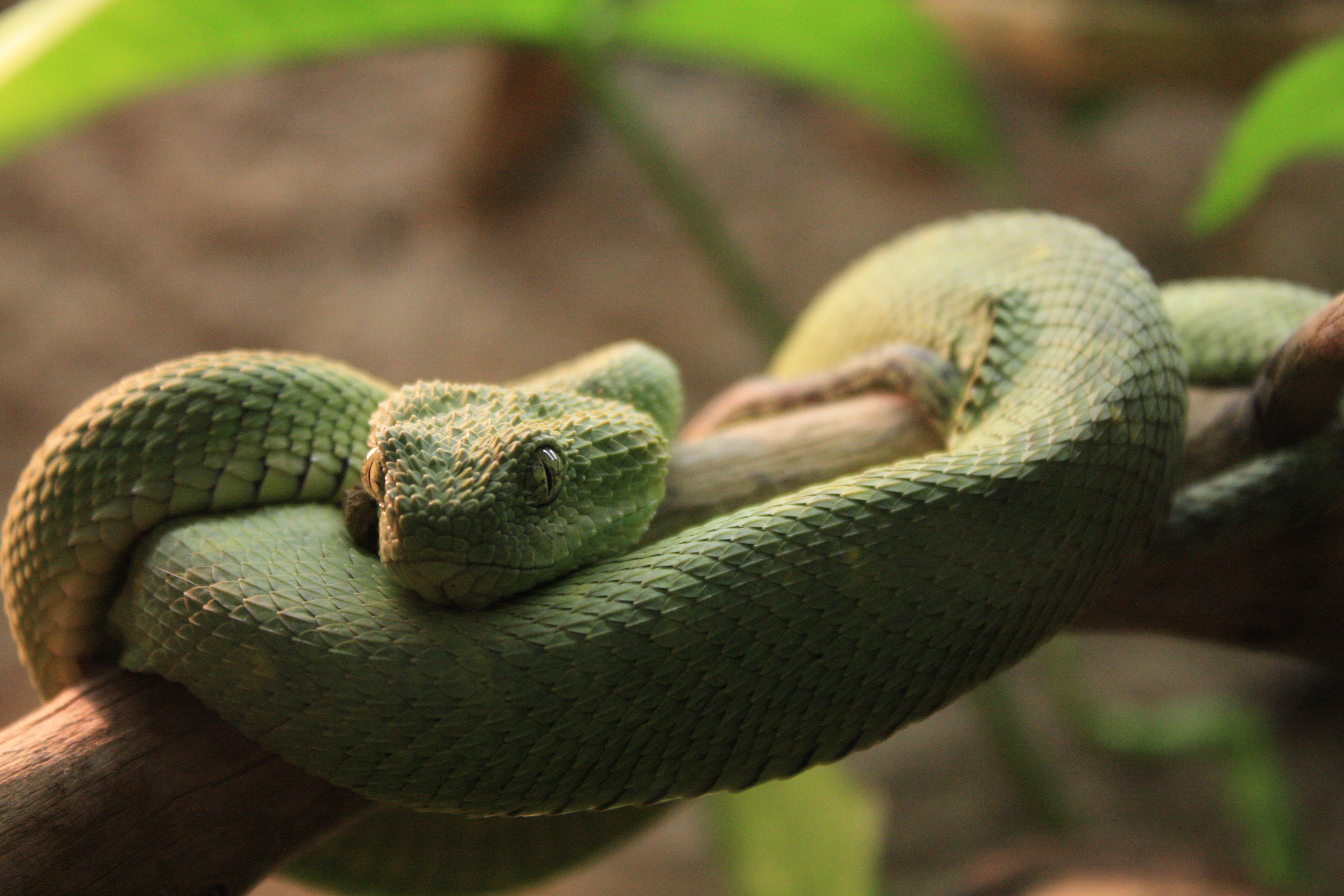
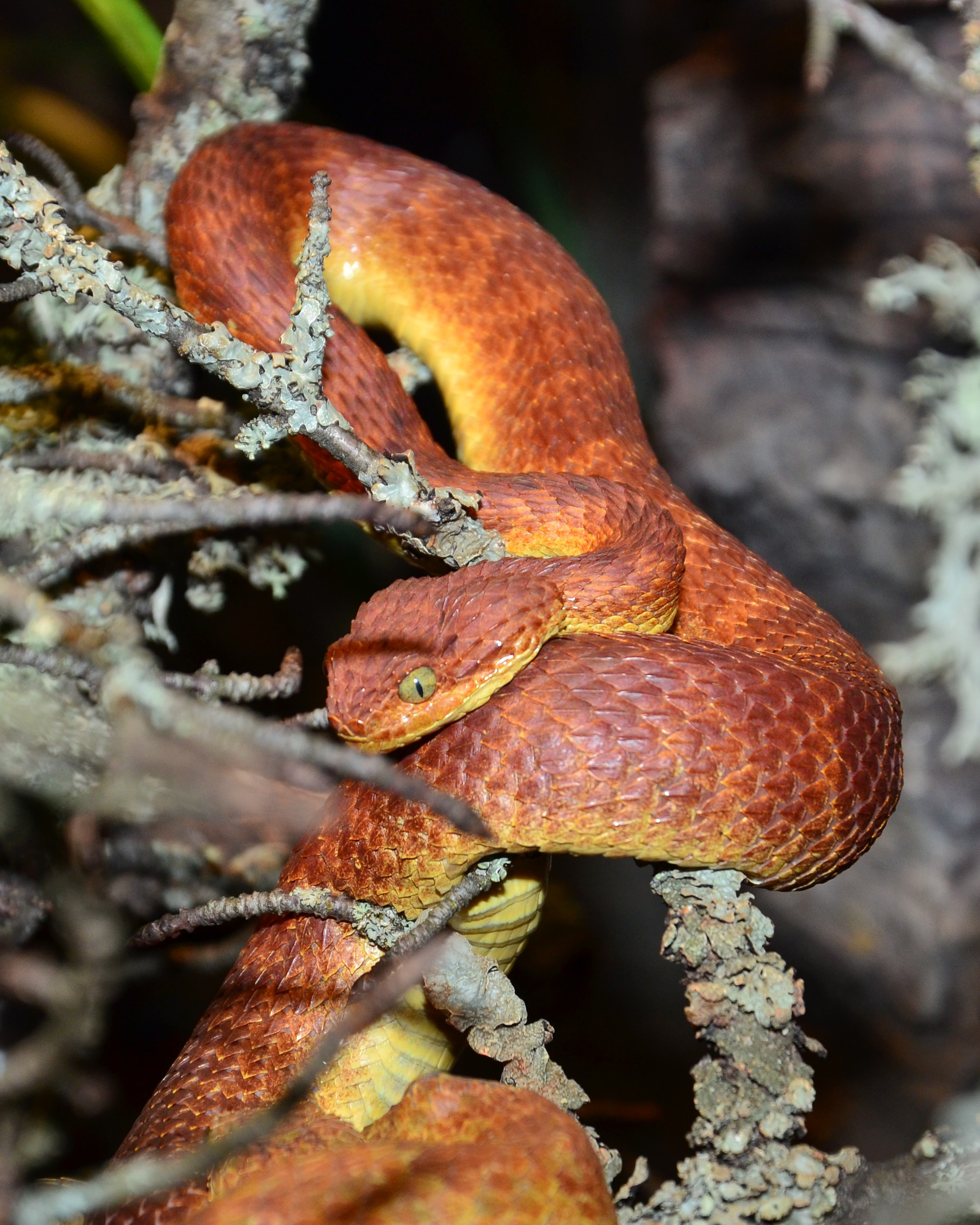
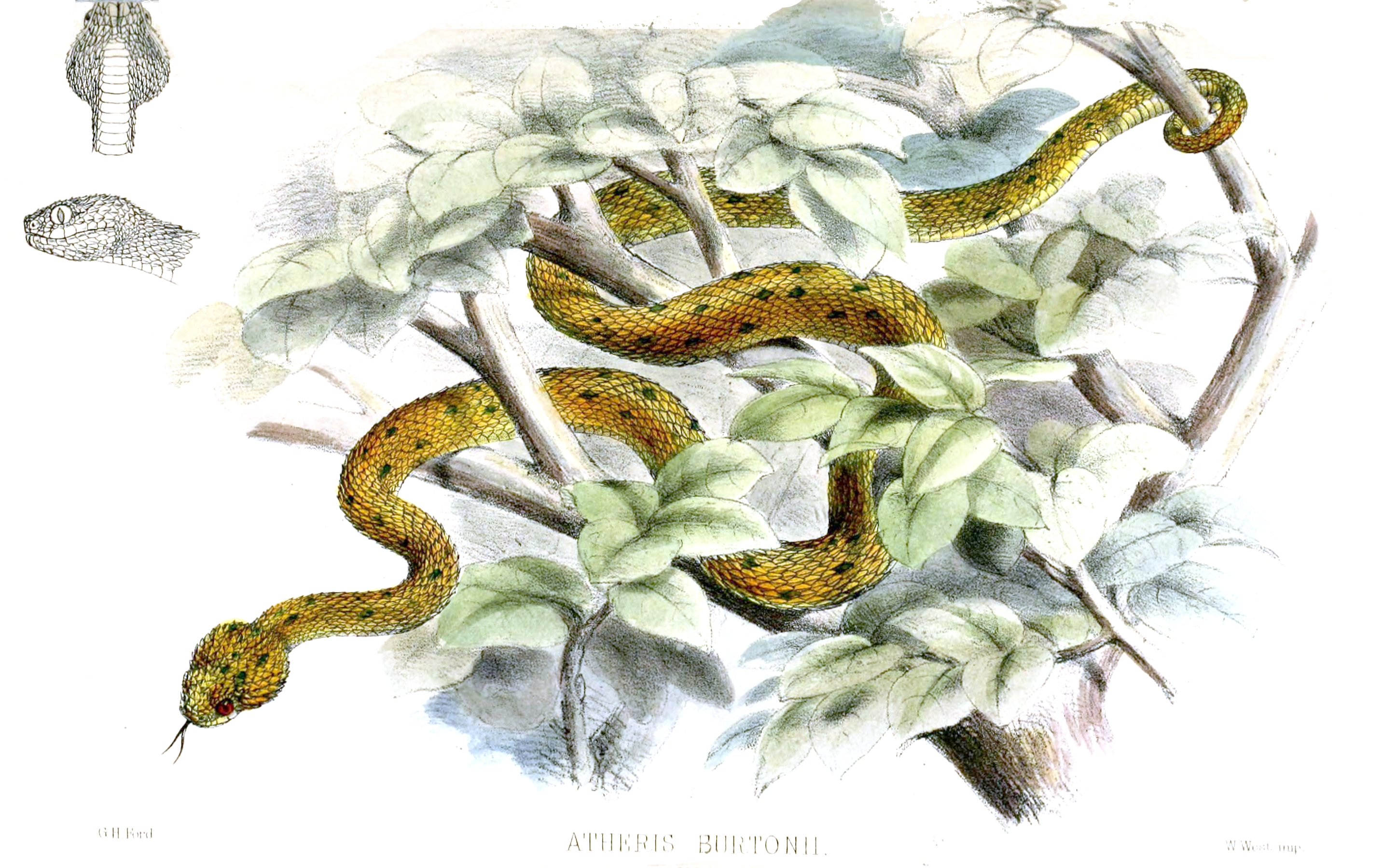
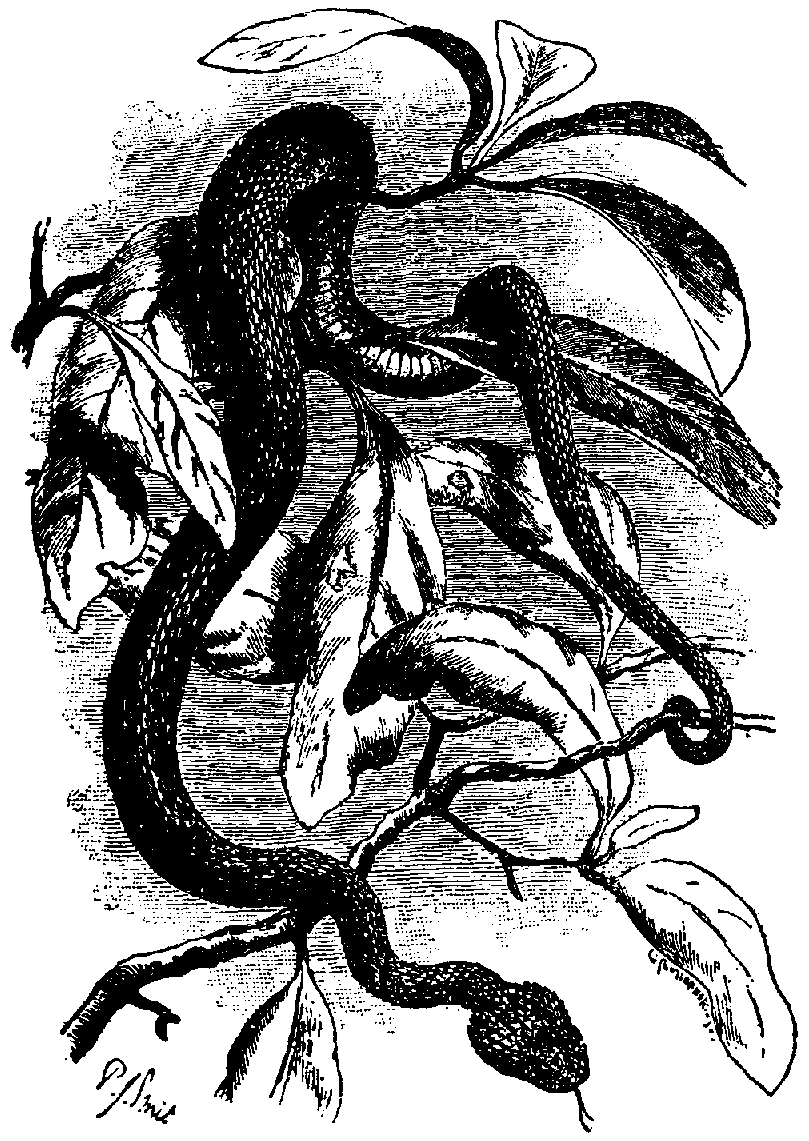